# Drosera intermedia
A Drosera intermedia é uma planta carnívora da família Droseraceae.
A parte superior da Drosera intermedia tem folhas tentaculadas, as quais produzem um líquido pegajoso. As presas, na maioria insetos, são atraídos pelo odor e grudam nesse líquido, sendo digeridos.